# Rabobank Continental Team/Saison 2011
Dieser Artikel listet die Mannschaft und die Erfolge des Rabobank Continental Team in der Saison 2011 auf.

## Erfolge

### Erfolge in der UCI Europe Tour
In den Rennen der Saison 2011 der UCI Europe Tour gelangen die nachstehenden Erfolge.
| Datum        | Rennen                                                 | Kat. | Fahrer          |
| ------------ | ------------------------------------------------------ | ---- | --------------- |
| 26. Februar  | Ster van Zwolle                                        | 1.2  | Barry Markus    |
| 13. März     | Dorpenomloop Rucphen                                   | 1.2  | Barry Markus    |
| 1.–3. April  | Gesamtwertung Le Triptyque des Monts et Châteaux       | 2.2  | Tom Dumoulin    |
| 25. April    | 1. Etappe Tour de Bretagne (EZF)                       | 2.2  | Jetse Bol       |
| 27. April    | 3. Etappe Tour de Bretagne                             | 2.2  | Jetse Bol       |
| 17. Mai      | 1. Etappe Olympia’s Tour                               | 2.2  | Jetse Bol       |
| 21. Mai      | 6. Etappe Olympia’s Tour                               | 2.2  | Jetse Bol       |
| 16.–21. Mai  | Gesamtwertung Olympia’s Tour                           | 2.2  | Jetse Bol       |
| 29. Mai      | Paris–Roubaix (U23)                                    | 1.2U | Ramon Sinkeldam |
| 1.–5. Juni   | Gesamtwertung Tour of Norway                           | 2.2  | Wilco Kelderman |
| 8. Juni      | Niederländische Meisterschaft – Einzelzeitfahren (U23) | CN   | Wilco Kelderman |
| 17. Juni     | 5. Etappe Thüringen-Rundfahrt (EZF)                    | 2.2U | Wilco Kelderman |
| 18. Juni     | 6. Etappe Thüringen-Rundfahrt                          | 2.2U | Wilco Kelderman |
| 13.–19. Juni | Gesamtwertung Thüringen-Rundfahrt                      | 2.2U | Wilco Kelderman |
| 25. Juni     | Niederländische Meisterschaft – Straßenrennen (U23)    | CN   | Ramon Sinkeldam |
| 24. Juli     | 2. Etappe Kreiz Breizh Elites                          | 2.2  | Moreno Hofland  |
| 25. Juli     | 4. Etappe Kreiz Breizh Elites                          | 2.2  | Moreno Hofland  |
| 2. August    | 1. Etappe Vuelta Ciclista a León                       | 2.2  | Barry Markus    |
| 3. August    | 2b. Etappe Vuelta Ciclista a León (MZF)                | 2.2  | Rabobank CT     |
| 2.–6. August | Gesamtwertung Vuelta Ciclista a León                   | 2.2  | Marc Goos       |
| 9. August    | Prolog Tour de l’Ain (EZF)                             | 2.1  | Wilco Kelderman |

### Erfolge beim Cyclocross
In den Rennen der Saison 2010/11 der Cyclocross Tour gelangen die nachstehenden Erfolge.
| Datum       | Rennen                                         | Fahrer      |
| ----------- | ---------------------------------------------- | ----------- |
| 1. November | GvA Trofee – Koppenbergcross, Oudenaarde (U23) | Joeri Adams |

## Mannschaft

### Zugänge – Abgänge
| Zugänge              | Team 2010            | Abgänge                           | Team 2011                           |
| -------------------- | -------------------- | --------------------------------- | ----------------------------------- |
| Marc Goos            | Cyclingteam Jo Piels | Tom Slagter                       | Rabobank Cycling Team               |
| Rohan Dennis         | Team Jayco-Skins     | Coen Vermeltfoort                 | Rabobank Cycling Team               |
| Jesper Asselman      | Van Vliet EBH Elshof | Martijn Keizer                    | Vacansoleil-DCM                     |
| Dylan van Baarle     | Neoprofi             | Boy van Poppel                    | UnitedHealthcare Pro Cycling        |
| Derk Abel Beckeringh | Neoprofi             | Jasper Ockeloen                   | Donckers Koffie-Jelly Belly         |
| Melvin Boskamp       | Neoprofi             | Remco Broers                      | Team Differdange-Magic-SportFood.de |
| Tom Dumoulin         | Neoprofi             | Brian Bulgaç                      | Omega Pharma-Lotto-Davo             |
| Daan Olivier         | Neoprofi             | Mats Boeve                        | Van Hemert Groep-De Jonge Renner    |
| Oscar Riesebeek      | Neoprofi             | Maurice Vrijmoed                  | Unbekannt                           |
|                      |                      | Derk Abel Beckeringh (bis 31.07.) | Unbekannt                           |

### Kader
| Name                | Geburtstag         | Nationalität |
| ------------------- | ------------------ | ------------ |
| Jesper Asselman     | 12. März 1990      | Niederlande  |
| Dylan van Baarle    | 21. Mai 1992       | Niederlande  |
| Jetse Bol           | 8. September 1989  | Niederlande  |
| Melvin Boskamp      | 30. Oktober 1990   | Niederlande  |
| Jasper Bovenhuis    | 27. Juli 1991      | Niederlande  |
| Rohan Dennis        | 28. Mai 1990       | Australien   |
| Tom Dumoulin        | 11. November 1990  | Niederlande  |
| Marc Goos           | 30. November 1990  | Niederlande  |
| Moreno Hofland      | 31. August 1991    | Niederlande  |
| Wilco Kelderman     | 25. März 1991      | Niederlande  |
| Wesley Kreder       | 4. November 1990   | Niederlande  |
| Nicky van der Lijke | 23. September 1991 | Niederlande  |
| Barry Markus        | 17. Juli 1991      | Niederlande  |
| Daan Olivier        | 24. November 1992  | Niederlande  |
| Oscar Riesebeek     | 23. Dezember 1992  | Niederlande  |
| Ramon Sinkeldam     | 9. Februar 1989    | Niederlande  |

## Platzierungen in UCI-Ranglisten
UCI Europe Tour 2011
|       | Fahrer              | Punkte |
| ----- | ------------------- | ------ |
| 41.   | Jetse Bol           | 210    |
| 58.   | Wilco Kelderman     | 180    |
| 80.   | Barry Markus        | 146,67 |
| 123.  | Moreno Hofland      | 111,67 |
| 127.  | Tom Dumoulin        | 108    |
| 163.  | Marc Goos           | 93,67  |
| 210.  | Wesley Kreder       | 76,67  |
| 255.  | Jasper Bovenhuis    | 61     |
| 293.  | Ramon Sinkeldam     | 55     |
| 318.  | Jesper Asselman     | 49,67  |
| 743.  | Rohan Dennis        | 13     |
| 987.  | Nicky van der Lijke | 6      |
| 987.  | Daan Olivier        | 6      |
| 1137. | Dylan van Baarle    | 3,67   |